# Blackwaterfloden
Blackwaterfloden är en flod på södra Irland, 160 kilometer lång, och utgör i sitt övre lopp gräns mellan grevskapen Kerry och Cork. Den rinner därefter åt öster till Cappoquin och sedan åt söder till Youghal Bay.